# Lillian Mousli
Lillian Mousli (* 1960 in München; Künstlername L. G. X. oder LGX Lillian Mousli) ist eine Comiczeichnerin, Illustratorin und Malerin deutsch-amerikanischer Herkunft. Seit 1983 lebt und arbeitet sie wechselweise in Berlin und Santa Cruz. Ihre Arbeiten veröffentlichte sie auf Deutsch unter anderem bei Jochen Enterprises und Zyankrise, außerdem in mehreren Zeitschriften und Zeitungen, darunter FAZ, taz, junge Welt und tip. In den Vereinigten Staaten erschienen ihre Arbeiten bei Slave Labor Graphics.
In der taz sorgte im September und Oktober 1991 ihr dort in regelmäßigen Fortsetzungen erschienenes Grusel-Alphabet für eine Vielzahl wütender Leserbriefe, die Mousli und der taz Geschmacklosigkeit, Zynismus, Frauen- und Kinderfeindlichkeit sowie Menschenverachtung vorwarfen. Diese und eher wohlwollende Leserbriefe wurden später in dem bei Jochen erschienenen Sammelband zusammen mit einem Nachwort zu dieser Kontroverse von Wiglaf Droste abgedruckt.
Neben eigenständigen Veröffentlichungen und Gemeinschaftsarbeiten illustrierte Mousli auch Publikationen anderer Autoren, darunter Marc Degens (Man sucht sich, 1996), Nika Bertram (Der Kahuna Modus, 2001) und Ray Bradbury (Feuersäule, übersetzt von Joachim Körber, 2003).

## Eigene Veröffentlichungen auf Deutsch
- Das Grusel-Alphabet. Jochen, Berlin 1993. ISBN 3-9803050-3-1.
- Teufel. Jochen, Berlin 1994. ISBN 3-9803050-8-2.
- Schokoriegel 20 – moron, der Schwachsinnige. Zyankrise, Berlin 1995. ISBN 3-928835-40-8 (bei Reprodukt ISBN 978-3-928835-40-4).
- Liebe in Zeiten der Drachen. Jochen, Berlin 1996. ISBN 3-930486-16-4.
- Lilli & Poldi. Das erste Jahr (zusammen mit Oliver Naatz). Jochen, Berlin 1997. ISBN 3-930486-32-6.
- Das Gruselalphabet (3., völlig überarbeitete Auflage). JOCHEN, Berlin 1997. ISBN 3-930486-39-3.
- Stray Cats 1. Penny. Jochen, Berlin 1997. ISBN 3-930486-27-X.
- Stray Cats 2. Paul. Jochen, Berlin 1997. ISBN 3-930486-35-0.
- Stray Cats 3. Kater Rübe. Jochen, Berlin 1998. ISBN 3-930486-43-1.
- Stray Cats 4. Der Freund. Jochen, Berlin 1998. ISBN 3-930486-44-X.
- XX-Fräuleinwunder (Hg. mit Evelin Höhne). Jochen, Berlin 1998. ISBN 3-930486-60-1.
- Liebe in Zeiten der Drachen (2., veränderte Auflage). Jochen, Berlin 1999. ISBN 3-930486-49-0.
- Die Augen der Angst. Jochen, Berlin 1999. ISBN 3-930486-50-4.